# Pavel Antokolski
Pavel Grigorievitch Antokolski (en russe : Павел Ґригорьевич Антокольский) est un poète, écrivain et traducteur russe puis soviétique, né le 19 juin 1896 (1er juillet dans le calendrier grégorien) à Saint-Pétersbourg et mort le 9 octobre 1978 à Moscou.

## Biographie
Son grand-oncle était le célèbre sculpteur Mark Antokolski, son père Grigory Moïsseïevitch était avocat conseiller juridique dans des entreprises privées et sa mère Olga Pavlovna avait suivi les cours de l'Institut Frebelvskie de formation des enseignants pour les enfants d'âge préscolaire. Tout jeune, ses loisirs favoris étaient l'aquarelle et le dessin avec des crayons de couleur.
En 1904, la famille s'installa à Moscou et Pavel débuta sa scolarité dans une école privée puis continua avec l'école secondaire où fasciné par la poésie, le théâtre et la récitation il sortit diplômé. En 1914, il entra à la faculté de droit de l'Université de Moscou qu'il quitta avant d'obtenir un diplôme.
En 1915, il commença à travailler pour le théâtre en étant tantôt régisseur, tantôt acteur, tantôt décorateur du groupe théâtral des étudiants que dirigeait Evgueny Vakhtangov. En 1917, pendant la révolution, il quitta l'université pour rentrer dans la milice révolutionnaire, puis dans l'administration municipale de Moscou tout en continuant avec le groupe théâtral devenu Théâtre du peuple ; en 1918, il voyagea avec une troupe sur le front Ouest et on commença à le publier, mais son premier recueil ne fut édité qu'en 1922. C'est aussi pendant cette période que Marina Tsvetaïeva devint son amie.
En 1919, il se maria avec Natalia Chtcheglov avec laquelle il eut deux enfants, Natacha et Vladimir, diminutif Vova. Son épouse donnait chez elle des cours particuliers dans toutes les matières.
En 1920, alors qu'il fréquentait le «Café Poésie» sur la rue Tverskaïa, il fit la connaissance du poète Valéry Brioussov qui aimant ses poèmes les publia en 1921 dans l'anthologie Expression artistique.
De 1919 à 1934, il travailla au 3e MKhT Studio théâtre appelé par la suite Théâtre Vakhtangov où il devint acteur d'abord puis directeur vers le milieu des années 1930. La troupe qu'il dirigeait joua aussi à l'étranger : Allemagne (1923), Suède (1923), France (1928). En 1938, il fit une recommandation couronnée de succès en faveur de Boris Sloutski qui voulait entrer à l'Institut de littérature Maxime-Gorki.
Le 22 juin 1941, après une réunion à l'Union des écrivains soviétiques, alors que l'Allemagne nazie venait d'attaquer l'URSS, il choisit entre Hitler et Staline en postulant pour devenir membre du PCUS; sa demande fut acceptée en 1943. Pendant la Grande guerre patriotique, le 6 juillet 1942, son fils, Vladimir, canonnier, fut tué. En 1943, il exprima sa douleur dans le poème déchirant Le Fils qui émut certainement le jury du Prix Staline qu'il obtint en 1946 pour cette œuvre. Ce deuil ne l'empêcha pas de diriger, sur le front jusqu'en Ukraine et en Pologne, le théâtre aux armées pour lequel il écrivit le poème dramatique Tchkalov, d'être correspondant de guerre, d'écrire des poèmes et des articles pour stimuler la résistance à l'envahisseur.
Le 1er août de cette même année, il fit un discours lors d'une soirée organisée pour célébrer le 30e anniversaire de la disparition de la poétesse Lesya Ukrainka. Au printemps 1945, il mit en scène Roméo et Juliette d'après Shakespeare au théâtre d'art dramatique Tchkalov de l'oblast de Tomsk
En 1949, à la suite d'un article de Nikolaï Matveïevitch Gribachev publié dans la Pravda du 16 février où il fut accusé de propager le cosmopolitisme, le formalisme, l'esthétisme, le formalisme, le subjectivisme, le snobisme, il fut licencié de l'Institut de littérature où il animait un atelier de poésie où avaient travaillé Eugène Dolmatovski, Michel Matoussovski, Margarita Aliguer, Constantin Simonov. Exclu des cercles poétiques, non édité, marginalisé, sa situation matérielle devint précaire. Heureusement des amis des autres républiques de l'Union compensèrent en organisant sa diffusion dans les autres états de l'URSS.
En 1956, année où Nikita Khrouchtchev révéla avec le Rapport secret les crimes de Staline, il écrivit Nous tous qui en son nom un poème condamnant le Stalinisme qui fut largement diffusé dans le milieu étudiant des années 1950.
Dès la fin des années 1930, son travail de traducteur fut énorme; quelques titres sont indiqués dans la liste qui suit. De l'ukrainien il traduisit Tarass Chevtchenko Nazar Stodolia, Lesya Ukrainka, Léonide Pervomaïski, Mykola Bajan, du français il traduisit Victor Hugo, Arthur Rimbaud, Guillaume Apollinaire, Auguste Barbier, Aragon, Béranger, Paul Éluard, mais il traduisit aussi des œuvres de poètes bulgares, géorgiens, azéris, arméniens. Dès lors, rien de surprenant que la présidence du 1er groupement des traducteurs au sein de l'Union des écrivains lui fut offerte (cf: page 364 d'Histoire de la traduction en Occident par Henri van Hoof).
En 1958, à la suite d'un voyage effectué au Vietnam, il fit paraître des notes de voyage dans lesquelles il témoigne de la fascination qu'il éprouva lors de son excursion dans la Baie d'Halong. Bien qu'ayant, à plusieurs reprises, soutenu des dissidents, d'une manière non tapageuse cependant, il fut distingué quatre fois.
Pavel Antokolsky repose au cimetière Vostriakovo, à Moscou, à côté de sa seconde épouse, Zoé Constantinovna Bajanova, disparue en 1968, muse et actrice du Théâtre Vakhtangov qui avait été désespérée par l'invasion de la Tchécoslovaquie par les troupes du Pacte de Varsovie. Avec elle, il eut deux autres enfants, dont le dernier, une fillette mourut peu après sa naissance. Il jouissait d'une datcha à Sovietski Pissatel.

## Œuvres
La presque totalité des titres est fournie par la traduction automatique avec quelques tentatives pour les rendre plus compréhensibles. Ceux dont la traduction paraissait étrange ont été laissés en russe. Les poèmes dont on fournit les titres, se retrouvent sans doute dans les recueils
- 1916
  - Shakespeare,
- 1918
  - Edmund Kean,
- 1919
  - Dernière,
- 1920
  - La naissance d'un bébé, Hamlet,
- 1921
  - Pierre le Grand, voir Pierre Ier de Russie,
- 1922
  - Entrée, Petrograd 1918 (année incertaine), Paul Ier de Russie,
- 1923
  - Stockholm, Мне снился накатанный шинами мокрый асфальт,
- 1924
  - Mon bébé d'automne, Juillet, quatorzième année,
- 1925
  - Sans-culotte,
- 1926
  - Pouchkine,
  - le recueil Occident,
- 1927
  - Nous,
  - le recueil Tiers livre,
- 1928
  - en juin, juillet, Vénus au Louvre,
  - Le chant de la pluie, Robespierre et la Gorgone, Portrait de l'infante,
- 1929
  - Словами черными, қақ черный хлеб и жалость, Gulliver[2], Garde-manger, Il chasse la vérité dans le sous-sol, Balzac, Je t'aime,
- 1931 :
  - Je suis le chemin de l'armée,
- 1932
  - le recueil Acteurs,
  - La tombe du soldat inconnu (année incertaine), Сқлад сырых неструганых досок,
- 1933
  - La Commune en 1971,
- 1934 :
  - François Villon,
- 1935
  - Voici notre passé, Potable, Chanson à boire (année incertaine), Niko Pirosmani, Ode,
- 1936
  - Le recueil Grande distance,
- 1937
  - Travail, Koscei (nom d'une héroîne de contes),
- 1938
  - le recueil Année Pouchkine,
- 1939
  - Fin du livre,
- 1942
  - Tchkalov,
- 1943
  - Le Fils, Lesya Ukrainka, un article paru dans La littérature et les arts du 31 juillet,
- 1945
  - le 28 octobre, Tout comme il a été,
- 1947
  - Le Livre noir, participation avec 39 autres écrivains à ce recueil de textes et de témoignages réunis par Ilya Ehrenbourg et Vassili Grossman
- 1948
  - Le Manifeste communiste,
- 1950
  - Océan,
- 1954
  - Ballade pour un moment merveilleux, Dans une rue près de l'Arbat,
- 1956
  - Nous tous qui en son nom, Nous sommes les soldats inconnus, Un peu d'histoire, Des rêves reviennent, Naissance d'un nouveau monde (année incertaine),
- 1957
  - le 4 janvier, Jérôme Bosch,
  - Le tourbillon d'octobre, Les poètes et le temps (livre de mémoires, critiques),
- 1958
  - Jardin, Eh bien! Et ne les laissez pas vivre, Stereorama électrique,
  - le recueil Studio,
- 1959
  - Rivière noire, Notes de voyage sur le Vietnam,
- 1960
  - Puissance du Vietnam,
- 1961
  - le 12 janvier Marina,
  - La Neva en 1924, Moscou. Hiver. Boulevard. Noir. (année incertaine), traduction en russe de Minerai noir écrit par René Depestre, Le lait de loup,
- 1962
  - Dans ma chambre, la lettre n'a pas été envoyée, Une nuit de plus, Newton, voir Isaac Newton, (année incertaine), Lève-toi, Prométhée!,
  - le recueil Haute tension,
- 1963
  - Il est triste, Le vieux sculpteur,
- 1964
  - le 5 mai Une esquisse de l'avenir,
  - Je ne me souviens pas des jours heureux, Vous allez rencontrer, Ropewalkers, Conclusion,
  - le recueil La quatrième dimension,
- 1965
  - en mars, Ne comprenez-vous pas? J'ai vécu un siècle sans vous,
  - le recueil Le poète,
- 1966
  - en décembre, Farces artificielles,
  - Dans les années soixante - La quatre-vingtième,
- 1967
  - en décembre, Une réplique du différent,
  - le recueil Conte d'antan,
- 1968
  - le 18 novembre Hiver, Так или эдақ, La poésie sous l'épigraphe, Une longue vie, Mémoire,
- 1969
  - les recueils: De Pouchkine, Contes des années passées,
  - en janvier Histoire! Dans ce brouillard
  - Si je mourais là-bas, Vendémiaire, Zone, Les Collines: 4 poèmes d'Apollinaire traduits en russe pour Inostrannaïa litteratoura no 9 1, Поэзия! Я лгать тебе не вправе, Don Quichotte, Comment faire face à la vie, Zoe Bazhanov,
- 1970
  - Zone, Le Pont Mirabeau, Crépuscule (Frôlée par les ombres des morts), Saltimbanques, La Tzigane, Vendémiaire, Les collines, Un fantôme de nuées, Océan de terre, Il y a (Il y a un vaisseau qui a emporté ma bien-aimée) , Le chant d'amour, La jolie rousse, Si je mourais là-bas..., 13 poèmes d'Apollinaire traduits en russe dans La lyre d'airain 1, Dostoïevski,
- 1971
  - le recueil Histoires du temps,
- 1972
  - en juillet, Cagliostro, voir Joseph Balsamo,
- 1973
  - Miroir (année incertaine),
- 1974
  - le 15 février, Vladimir Retsepter,
  - Bella Akhmadoulina, Musique, Devin, Huitième anniversaire en février, Nouvel an (année incertaine), Inscription sur le livre,

Résultat provisoire, Patins (année incertaine), Manon Lescaut (année incertaine), Mythe (année incertaine), D'autres,
- 1975 :
  - Jumeaux, Nuit, C'est arrivé, Sonnet, Le dernier refuge, Vieille romance, À la maison, Encore une fois Orphée,
- 1976
  - le 10 janvier, Je suis surpris de dire,
  - Poursuite, Mon cœur appartient à l'être aimé, Humble requête, L'approbation, Бьёт одиннад ҷать, Seul le rythme, Une étoile dans le ciel de minuit, Ainsi, Triptyque, Le hurlement sauvage du vent dans les rochers, Impossible de respirer parce que je suis une fille, Дыхнур антарктическим холодом, Ballade,
- 1977
  - le recueil Fin de siècle,

Dates non trouvées
- La pensée
- Pauvre. Démocrate. Citoyen.
- L'Art n'attend pas d'invitations
- Aphrodite
- Est-Ouest
- Lady Hamilton
- Souvenir
- Le vol du feu-mouches
- Chaleur
- Dans les miasmes de la chair à canon
- Je ne veux pas plaider pour les morts
- Le Dernier Jour d'un condamné, traduction en russe du roman de Victor Hugo
- Quand le dormeur s'éveille, adaptation à la scène du Théâtre Vakhtangov du roman d'Herbert George Wells
- Le bateau ivre, traduction en russe du recueil d'Arthur Rimbaud 2
- Bedlam d'Auguste Barbier 2
- Sans doute après 1973, Jara, voir Victor Jara
- Deux répliques dans un litige